# Sjögrenův syndrom
Sjögrenův syndrom je autoimunitní onemocnění, při němž imunitní buňky napadají a ničí exokrinní žlázy, které produkují slzy a sliny. Je pojmenován po švédském oftalmologovi Henriku Sjögrenovi (1899–1986), který jej jako první popsal. Syndrom častěji postihuje ženy a klinicky se popisuje jeho primární a sekundární varianta.

## Primární Sjögrenův syndrom
Primární Sjögrenův syndrom se vyskytuje jako samostatné onemocnění. Jeho projevem je snížená tvorba slin (suchá ústa) a slz (suché oči). Na podkladě poruchy slzného filmu se může rozvinout zánět rohovky s možnými komplikacemi (vřed, perforace).

## Sekundární Sjögrenův syndrom
Sekundární Sjögrenův syndrom se vyskytuje v souvislosti s jiným, nejčastěji autoimunitním onemocněním charakteru kolagenózy (zánětu pojiva). Bývá popisován zejména u pacientů se SLE, revmatoidní artritidou nebo sklerodermií.

## Diagnostika a léčba
Dostupným a jednoduchým je tzv. Schirmerův diagnostický test. Sterilní filtrační papírek je při něm založen na rozhraní zevní a střední třetiny dolního víčka a ponechán 5 minut. Po uplynutí této doby se změří délka vlhké části papírku, která by u zdravých jedinců měla přesahovat 10 mm.
Diagnóza může být potvrzena provedením biopsie postižené žlázy. Histopatologickému obrazu dominuje bohatá lymfocytární infiltrace, odpovídající probíhajícímu autoimunitnímu zánětu. V krajním případě hrozí vznik lymfomu B-řady.
Projevy syndromu u konkrétního pacienta mohou být mírné, a proto zůstává řada případů neodhalena.
Léčba Sjögrenova syndromu je převážně symptomatická. Spočívá v aplikaci umělých slz a dodržování správné ústní hygieny.